# Valgelon-La Rochette
Valgelon-La Rochette é uma comuna francesa na região administrativa de Auvérnia-Ródano-Alpes, no departamento da Saboia. Estende-se por uma área de 7.36 km². Em 2010 a comuna tinha 4 250 habitantes (densidade: 577,4 hab./km²).
Foi criada em 1 de janeiro de 2019, após a fusão das antigas comunas de La Rochette (sede da comuna) e Étable.